# DeepDream

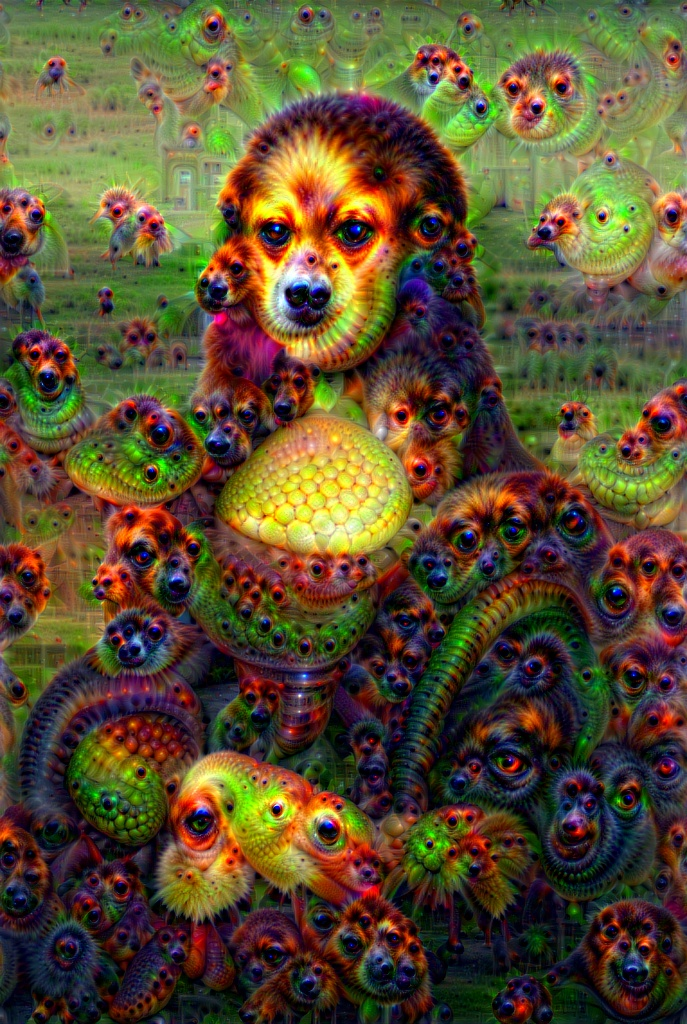
Mona Lisa gemaakt met een DeepDream-effect, met behulp van VGG16-netwerk getraind op ImageNet.

DeepDream is een computervisieprogramma gemaakt door Google-medewerker Alexander Mordvintsev en dat verscheen in juli 2015. Het convolutioneel neuraal netwerk wordt gebruikt om patronen in afbeeldingen te vinden en te verbeteren via algoritmische pareidolia, waardoor een droomachtig uiterlijk ontstaat dat doet denken aan een psychedelische ervaring in de opzettelijk overbewerkte afbeeldingen.